# El bosque animado (película)
El bosque animado es una película española dirigida en 1987 por José Luis Cuerda, y basada en la novela del mismo nombre del escritor español Wenceslao Fernández Flórez. 

## Argumento
La película, en clave tragicómica, muestra las andanzas de los habitantes humanos de la fraga de Cecebre y cómo se entrecruzan sus caminos al amparo de un bosque vivo en el que animales, personas y plantas forman un sistema armónico. Destacan las desventuras de Malvís, un jornalero que harto de las penurias de su oficio, decide hacerse bandido y ocultarse en la fraga con el apodo de Fendetestas, y al que se le unirá como aprendiz un rapaz, Fuco; de Geraldo, un pocero que perdió una pierna cazando ballenas y enamorado de Hermelinda, quien marcha a la ciudad harta de su tía; del alma en pena de Fiz de Cotovelo, condenada a seguir tras la Santa Compaña, y de los señores D'Abondo, los señores de la parroquia, entre otros personajes. A diferencia de la novela en la que se basa, los animales y plantas no se presentan como humanizados, y se refuerzan los aspectos cómicos del relato.

## Personajes
| Actor            | Personaje        | Notas |
| ---------------- | ---------------- | --- |
| Alfredo Landa    | Xan de Malvís    | Labrador que harto de las escasas ganancias que da el campo y la labor de la tierra, decide echarse al monte y convertirse en el ladrón de la fraga, bajo el sobrenombre de “Fendetestas”. |
| Fernando Rey     | Sr. D'Abondo     | Personaje de la nobleza rural de Cecebre. |
| Paca Gabaldón    | Sra. de D'Abondo | esposa del anterior. |
| Encarna Paso     | Juanita Arruallo | Tía de Hermelinda. Es una mujer entrada en años y avara. Tiene muy mal genio. Muestra su lado hipócrita en el velatorio de Pilara, su criada. |
| Manuel Alexandre | Roque Freire     | Uno de los labradores más ricos de la fraga de Cecebre. Es asaltado en el bosque por Fendetestas y sostiene con él un diálogo lleno de humor e ironía. |
| Laura Cisneros   | Pilara           | Hija de Marica da Fame y criada de Juanita Arruallo. Siempre temerosa de las reprimendas de su ama, no le importa tomar las decisiones más arriesgadas para que nadie se quede con el dinero sacado de la venta de la leche. Hasta que una de sus imprudencias le cuesta la vida.                                             |
| Luma Gómez       | Marica da Fame   | Madre de Pilara. Posiblemente la mujer más pobre y hambrienta de la fraga, su vida es un retrato de la supervivencia ante la falta de recursos. |
| Tito Valverde    | Geraldo          | Pocero cojo enamorado de Hermelinda. Su amor hacia la joven es otro de los ejes del libro. Incidentalmente su historia está plagada de viajes marineros: de joven se enroló en un ballenero, donde perdió una pierna. Vive su melancólica existencia en un alto de la fraga hasta que fallece cavando un pozo para un vecino. |
| Alejandra Grepi  | Hermelinda       | Sobrina de Juanita Arruallo. Tras ser la criada de su tía durante muchos años, harta de esta servidumbre, decide irse a la ciudad a mejorar posición. Sabe que Geraldo, el pocero, está enamorado de ella, pero no le corresponde y prefiere salir, bailar y divertirse con el resto de jóvenes de la fraga.                  |
| Amparo Baró      | Amelia Roade     | Hermana de Gloria, veranean en Cecebre por prescripción facultativa, aunque no se adaptan a la fraga y viven un continuo sobresalto. |
| Alicia Hermida   | Gloria Roade     | Hermana de la anterior. |
| Miguel Rellán    | Fiz de Cotovelo  | Nombre del difunto que va vagando por la fraga hasta que un cristiano peregrine descalzo en su nombre a San Andrés de Teixido. Aunque Fendetestas se hace su amigo, este desea que desaparezca, pues asusta a los que cruzan la fraga, quienes cogen otro camino y dejan al bandido sin botín.                                |
| María Isbert     | La Moucha        | sanadora y bruja. |

A pesar de que cada "estancia" o capítulo narra historia autónomas, los mismos personajes pueden aparecer en las distintas historias, pues todas ellas que son diferentes aspectos del mismo protagonista de toda la obra: la fraga de Cecebre.

## Detalles de producción
Para recrear la fraga de Cecebre, que es donde Wenceslao Fernández Flórez situó la historia, se recurrió a localizaciones ubicadas en Sobrado dos Monxes (La Coruña) y  Puerto de Bejar (Salamanca).
La película fue estrenada el 2 de octubre de 1987 en el Cine Avenida de Madrid convirtiéndose en
un éxito inmediato de público y ganando 
cinco premios Goya de la Academia de Cine.
La novela, publicada en 1943, despertó el interés de Walt Disney, quien inició negociaciones con el autor para poder adaptar el libro a la gran pantalla aunque finalmente no se alcanzó ningún tipo de acuerdo.

## Premios y candidaturas
II edición de los Premios Goya
| Categoría                 | Persona                        | Resultado  |
| ------------------------- | ------------------------------ | ---------- |
| Mejor película            |                                | Ganadora   |
| Mejor actor protagonista  | Alfredo Landa                  | Ganador    |
| Mejor guion               | Rafael Azcona                  | Ganador    |
| Mejor música original     | José Nieto                     | Ganador    |
| Mejor fotografía          | Javier Aguirresarobe           | Candidato  |
| Mejor dirección artística | Félix Murcia                   | Candidato  |
| Mejor diseño de vestuario | Javier Artiñano                | Ganador    |
| Mejor sonido              | Bernardo Menz Enrique Molinero | Candidatos |